# 歌劇魅影 (音樂劇)
《歌劇魅影》，又譯《魅影》、《劇院魅影》，是一部知名的音乐剧，由安德魯·洛伊·韋伯作曲，剧本根据法國偵探小說家卡斯頓·勒胡所撰著的愛情驚悚小說《歌劇魅影》改编。音乐剧的歌词和对白由Richard Stilgoe创作。1986年在伦敦西区首演，1988年登陆百老汇，並於1988年获得七项托尼奖，是史上最成功的音乐剧之一。另外，於2004年，这部音乐剧被搬上银幕。
由於受到2019冠狀病毒病疫情影响，歌劇魅影（百老汇）一度停演19個月。2021年10月22日，歌劇魅影重新公演。歌剧魅影（伦敦西区）将演出至2024年3月2日。美國紐約百老匯於2023年4月16日晚進行最後一場演出。

## 影响
1986年10月9日，《歌剧魅影》在伦敦的女王陛下剧院首演，是英國其中一部最長壽的音樂劇，一直到2020年才因2019冠状病毒而暫停演出。1988年1月26日，首演时的主要角色，如饰演魅影的迈克尔·克劳福德，饰演克莉丝汀的莎拉·布莱曼，饰演罗尔的史蒂夫·巴顿，把《歌剧魅影》带到了曼哈顿的美琪剧院，这出音乐剧从此开始在百老汇上演，目前它仍在上演。卡麦隆·麦金托什制作的一批音乐剧，包括《猫》《西贡小姐》《悲惨世界》，在百老汇取得了巨大的成功。《歌剧魅影》成为在百老汇上演最长壽的一部音乐剧，它打破了音乐剧《猫》在2006年1月9日创下的7486场演出的纪录。主題曲自1986年上映以來流傳至今，仍然被傳唱。

## 评价
《歌剧魅影》可以说是一部折射着后现代魅力的剧作，首先它成功的改编了卡斯頓·勒胡（Gaston Leroux）的原作小說，去除了原作後半段配角搶戲的鬆散結構，而完整保留原作的歌德小說懸疑陰森風格，並使之更适合舞台演出，提升了作品的可看性，其次，巧妙的戏中戏令观众徘徊於现实与虚幻之间。尤其是追逐魅影的那一场戏，整个剧院，台上台下、四面八方响起了魅影的声音，使观众置身其中，因为那句“我在这里”似乎就在他们的身边，就在隔壁的包厢，而那幕吊灯突然坠落的戏也着实令气氛紧张刺激到极点，前排观众的惊叫与台上演员的呼声连成一片，在这方面，舞台设计玛莉亚·布琼森自然功不可沒。
在全剧中，一首「Phantom of the Opera」的旋律反复出现，罗尔与魅影在「All I Ask of You」不同演绎表现了他们各自对於女主角克莉丝汀不同的爱情，最后这一主题在管弦乐中浮现，显示了爱情最终战胜了悲剧。

## 25周年紀念演唱會
2011年，此劇上演的25週年，皇家阿爾伯特音樂廳舉行紀念演唱會，由拉明·克林魯飾演魅影，席艾拉·波格斯飾演克莉絲汀（Christine Daaé），哈德里·福瑞澤（Hadley Fraser）飾演勞爾。謝幕時由莎拉·布萊曼（Sarah Brightman）、康姆·威爾金森（Colm Wilkinson）、Peter Joback、John Owen-Jones、Anthony Warlow 等人共同演唱"Phantom of Opera"。其后以上四位男士和当天饰演魅影的拉明·克林魯五人合唱了魅影的经典曲目「Music of the Night」。

## 剧情简介

### 第一幕
1919年，巴黎歌剧院，这里正在进行当年魅影事件遗留物的拍卖会（prologue）。展示台上现在放着一个音乐盒，打开后，清脆悦耳的音乐响起（masquerade的主旋律）。一个面容沧桑的老绅士罗尔（Raoul）與舊識梅格·吉里女士（Meg Giry）重逢，他买下了音樂盒並凝视着它，往昔的记忆涌上心头，罗尔不禁开始低吟。而接着拍卖的是原歌剧院华丽的枝形水晶吊灯，拍卖员谈到了多年前的一件意外，以及背后的歌剧院魅影之谜。随着电路接通，巨大的吊灯缓缓升起，整个舞台刹那光彩夺目，管风琴奏起了序曲（overture），场景转换，整个场景突然回到49年前1870的巴黎。
當時巴黎歌剧院正在以彩排来迎接兩位新经理和赞助人。这是歌剧《漢尼拔》（Hannibal）（風格屬於大歌劇），迦太基大将汉尼拔凯旋的一场，但是当演迦太基皇后的女高音卡罗塔（Carlotta）高唱主咏叹调“Think of Me”时，幕布突然落下，人们一片惊慌，纷纷低声议论说魅影又出现了，卡罗塔愤怒的从幕布后走出来，指责剧院一再无视自己的安全，宣布罢演扬长而去。无奈中，原本扮演其中一名奴隸侍女的芭蕾舞演员－瑞典裔女伶克莉丝汀·戴也（Christine Daae）被人推选出来代替卡罗塔。令人惊讶的是，完全不被新经理看好的克莉丝汀技惊四座，这时的钢琴伴奏逐渐切换成管弦乐通奏，彩排也变成了正式演出，克莉丝汀的演出获得极大成功（Think of Me）。人们为她的声音叫好，而在二楼的一个包厢里，剧院的新赞助人，贵族罗尔也激动的注视着克莉丝汀，他惊喜地发现，对方还是自己幼时的玩伴。
克莉丝汀向挚友梅格自述说，她的演唱能力得益于一个神秘的老师。年幼時父親過世，陷入悲傷的克莉絲汀在深夜被一道具吸引力的聲音找到，那聲音的主人－一名神秘男子發現了年輕貌美卻柔弱膽怯的克莉絲汀，長期陪伴著她並教她歌唱。他似乎无所不在，却从未真正出现在面前，只是不断用自己的声音引导她，就像父亲临终前所说的“音乐天使（Angel of Music）”那样令自己嚮往、敬畏，但梅格卻看出她臉色蒼白。此时罗尔也来祝贺克莉丝汀，并坚持邀请她共进晚餐。当克莉丝汀回到化妆室，房间里却响起了魅影（Phantom）憤怒的聲音（The Mirror），認為罗尔只是來瓜分克莉絲汀的成功與搶走克莉絲汀。歌劇魅影“The Phantom of the Opera”的主题响起，克莉丝汀惶恐又喜悦地召唤魅影显身，魅影回答：看着镜子中你的臉吧，我就在那里。渐渐的，在镜子中真的出现了魅影的影子，他的脸上带着一张白色的面具，威严而无法琢磨，镜子像门般滑开了，魅影從中伸出手将克莉丝汀拉进了黑暗。（The Phantom of the Opera）
这是歌剧院的秘密空間，魅影牽著克莉絲汀穿梭在其中；到了地下湖，克莉丝汀与魅影坐在一条船上，蜡烛在迷雾中闪烁着幽明的光，若有似无的风在黑暗中吹动，他们唱起了夜晚的音乐，歌声和諧柔美。魅影带着克莉丝汀来到了地下迷宫的深处，这里就仿佛他的王国一般，克莉丝汀沉浸在梦幻般的世界和魅影美妙的“Music of the Night”中。突然她看到一具和自己一模一样的蜡像正披着婚纱，吓得昏了过去，魅影温柔地把她安置在床上，在一个音乐盒的伴声中，克莉丝汀在魅影的地下宮殿中度过了一夜。
醒来后的克莉丝汀，面前是正沉浸于创作音乐而不能自我的魅影背影，（I remember there was a mist）她突然产生好奇而偷偷揭开了魅影的面具，里面出现了一张变形而极其恐怖的脸。被發现自己真相的魅影暴怒而大声诅咒。（Stranger than you dream it）咒骂过后，他失声哭泣，轻声告诉克莉丝汀说自己是如此爱她，将来你也会了解这面具后的灵魂，克莉丝汀也似乎被他感动抑或是被嚇壞了，同情地将面具递还给魅影，魅影则将其送返地面。
不久后，还在为女主角失踪而焦头烂额的剧院经理們及其他几人都收到署名为O.G.（Opera Ghost）的信（note），上面是魅影提出的种种要求，包括威逼要求在新剧《哑仆》（“Il Muto”）（風格屬於輕歌劇）中让克莉丝汀演主角，而卡洛塔演一个没有台词的僕人当陪衬。卡洛塔受不了这侮辱而大闹，经理等人连忙宁事息人，最后决定卡洛塔仍然唱主角（Prima Donna），克莉丝汀飾演沒台詞的僕人。
歌剧如期上演，但演到一半，剧院四面响起了魅影的诅咒，吊灯忽明忽暗，人们找不到真正的魅影所在，这时卡罗塔还在保持架子喝令克莉丝汀禁止开口，自己却突然被人動手腳而变得嗓音嘶哑难听如同蛤蟆。（Poor fool, he makes me laugh.）在一片哄笑和混乱中，经理只得宣布让克莉丝汀临时改演主角，並先演出第三幕的芭蕾舞。
但这还没完，曾经向众芭蕾舞者开魅影的玩笑的控幕员布克，突然已被魅影用绳勒死而掉落到舞台上，人群尖叫着逃离剧场，而克莉丝汀恐惧地大叫罗尔名字，罗尔赶来将她带离舞台，两人仓促之中躲到了剧院天台上。（Why have you brought me here?）
罗尔并不害怕也不相信魅影的存在，唱出了剧中著名的“All I Ask of You”来安慰克莉丝汀，两人的心在这歌声中联系起来，产生了對彼此的感情而正式定情。躲在一边的魅影看着他们幸福的离去，用同样的旋律唱出了他心中的伤痛，沙哑的声音一遍遍呼唤克莉丝汀的名字，但得不到回答，和两人幸福的背景合唱形成了鲜明的对比，（All I ask of you (reprise)）愤怒的火焰要将他烧成灰烬，他诅咒说要报复两人，在他的狂笑声中，剧院的大吊灯落下，第一幕结束。

### 第二幕
接下来的日子里，魅影突然如同消失一般不见踪影，六个月后，剧院举行了一场化妆舞会，穿着奇装异服的人们打扮成魅影的样子唱起了剧中华丽的一首合唱“Masquerades”，庆祝和嘲笑不攻自破的对手。克莉丝汀与罗尔也在人群中，他们此时已偷偷的订婚並討論婚嫁，等到魅影事件結束就要結婚，但因为恐惧的克莉丝汀不敢将戒指戴在手上，而改成項鍊戴在脖子上。众人正在狂欢的最高潮，化妆成紅衣死神的魅影突然出现，他扯下了克莉丝汀的订婚戒指，将一封新手稿《唐璜的胜利》（Don Juan Triumphant）掷给剧院经理要求克莉丝汀继续为自己歌唱。讓经理再也不敢违抗，而罗尔觉得可以利用这个机会將魅影除掉，因为那天演出时魅影肯定会再次到场，将是和魅影做了结的最好机会，克莉丝汀感到为难。
罗尔計畫前請求吉瑞夫人告知一切真相，為了不讓有更多人犧牲的吉瑞夫人才告訴此人她隱瞞的一切：魅影有天才的才能，同时是出色的建筑师、音乐家、作曲家和魔術師。他多年前随马戏团来到剧院演出，而后消失，直到被世界遗忘。只有她知道，魅影留在了这剧院。听到这一切的罗尔，心中飘过一丝寒意。
克莉丝汀参加新剧的排练，排练时魅影再度现身，为了排练顺利操纵钢琴自动演奏。克莉丝汀压抑而苦恼，最后偷偷前去自己父亲坟墓前祈祷寻求解脱。在墓碑前，她祈祷父亲能指引自己。这时魅影伪装成父亲的声音，用一曲具魅惑力的“Wandering Child”开始引诱她，克莉丝汀仿佛被父亲的影子所吸引，开始情不自禁地走向魅影，幸好这时罗尔及时赶到，两人刀光劍影的正面交锋中，勞爾找到机会将克里斯汀带走，恼羞成怒的魅影恶毒咒骂说大家今日已成水火，要其一同为愚蠢而陪葬。
上演当晚，一切安排就绪，警察将大门一一锁上，枪手们瞄准了第五包厢，每一个人都屏住了呼吸，但是魅影迟迟没有显身。而在舞台上，他其实已经神不知鬼不觉地代替了原来的男主角Piangi－卡洛塔的相好並將其殺害於後台死角，出演带着面具伪装成好友去戏弄对方妻子的唐璜。一曲“The Point of No Return”将气氛推向高潮，克里斯汀触碰到魅影的面具，发现男主角已经被替换。在魅影凄凉的歌声中，克莉丝汀鼓起了勇气，在众目睽睽之下将他的面具脱下。魅影却割断了一根绳索，剧院的水晶灯突然坠落。剧院付之一炬的同時观众一片尖叫，警察试图冲上舞台，但一切都仿佛在魅影的操纵中，一片混乱間拉着克莉丝汀消失在地下，只有罗尔在知道魅影真相的吉瑞太太的指引下找到了进入迷宫的道路，紧追两人不捨。
迷宫深处，魅影又带着克莉丝汀来到地下室，他正沉浸在小小获胜的喜悦中，突然又被远远传来的人们的叫喊声搅乱心情。捧着婚纱的魅影對著不斷掙扎的克莉絲汀痛恨地说，是自己这扭曲的脸毒害了他們之間的爱情，並再次对克莉丝汀提出，要她接受自己炙烈的爱意，同時憤怒地質問克莉丝汀，为什么这个世界会对他这么不公平，只因为長了一副令人可怕，连親生母亲都不願正眼以对他的面容，給他的第一件衣物是面具。克莉丝汀告诉他，之所以觉得世界对他不公並不全是世人的错误，而是因为他自己囚禁了自己的灵魂，并且與世人為敵，为了达到目的而不惜杀人或者夺取他人所爱，所以她对他的感情已经从同情转为憎恨而没有丝毫的爱，再說人們害怕的不是魅影的臉，而是他的心。
罗尔好不容易赶到去救克莉丝汀，却被魅影用机关抓住陷入絕境，并乘机以此威胁克莉丝汀。但克莉丝汀却在危急下被爱情激发出了勇气，她慢慢抬起头、泛著淚水，走到魅影的面前，告诉他自己已经不再害怕那张丑陋的脸，因为他的心比任何人都脆弱而值得同情。在华丽的音乐中，克莉丝汀上前亲吻了魅影的嘴唇，魅影也终于被这伟大爱情所救贖和崩溃，明白愛那個人就該放她自由。他释放了罗尔，要求罗尔帶著克莉丝汀立刻离开，把一切全都忘记並遠走高飛。最后他面对心爱的八音盒，独自吟唱起象征告别、毁灭、和新生的咏叹调，也是最后的“The Music of the Night”。克莉絲汀最後將魅影給她的戒指還他，並無語地用眼神告別、祝他安好。
稍後梅格也带着警官們找到了地下室，在他們進入宮殿之前，魅影鑽入绸布内，走入密道離去，他的宝座上只留下魅影的一只面具與一台音樂盒。眾人终于来到了这里，却已人去楼空，梅格只在空荡荡的大厅里发现了一个面具，從此再也沒人聽過魅影那魔幻的聲音了.......

## 曲目

### 上半場
- 序曲（Overture）
- 思念我（Think of Me）
- 音樂天使（Angel of Music）
- 小洛蒂（Little Lotte）
- 鏡子/音樂天使（Angel of Music （The Mirror））
- 歌劇魅影（The Phantom of the Opera）
- 夜的樂章（Music of the Night）
- 我記得....../比你的夢還怪（I Remember.../Stranger Than You Dreamt It）
- 魔索/邦加套索（Magical Lasso）
- 紙條/歌劇女伶（Notes.../Prima Donna）
- 可憐的笨蛋，他害我想笑（劇中劇“啞巴”的曲目）（Poor Fool, He Makes Me Laugh （Il Muto））
- 為何要帶我來這?/羅爾，我到過那裏（Why Have You Brought Me Here?/Raoul, I've Been There）
- 我對你的唯一所求（All I Ask Of You （song）|All I Ask of You）
- 我對你的唯一所求（魅影版）（All I Ask of You （Reprise））

### 下半場
- 穿場曲（Entr'acte）
- 化妝舞會/為何如此驚訝?（Masquerade/Why So Silent...?）
- 紙條/怎麼都不對勁（Notes.../Twisted Every Way）
- 希望你能回到我身邊（Wishing You Were Somehow Here Again）
- 迷惘的孩子（Wandering Child）
- 勝利的唐璜（Don Juan （Song）|Don Juan）
- 不归点（The Point of No Return）
- 再下一層/緝捕兇手（Down Once More.../Track Down This Murderer/Finale）